# Zentrum Demokratische Kultur
Das Zentrum Demokratische Kultur (ZDK) ist eine seit 1997 arbeitende nichtstaatliche Initiative, die sich mit der Gefährdung demokratischer Kultur durch extremistische Phänomene auseinandersetzt. Das ZDK ist anerkannter Träger der freien Jugendhilfe gemäß SGB VIII.

## Leitbild
Die gemeinnützige Gesellschaft bezeichnet sich als weder parteipolitisch noch konfessionell gebunden und ausschließlich den Werten der Menschenwürde, den Menschenrechten und der demokratischen Rechtsordnung verpflichtet.
Die ZDK Gesellschaft Demokratische Kultur gGmbH ist eine gemeinnützige Institution, die sich bundesweit für die Grundwerte Freiheit und Würde einsetzt. Ihre Initiativen dienen der Aufklärung und dem Schutz vor Gewalt und Extremismus. Sie setzt sich mit freiheitsfeindlichen und radikalen Weltanschauungsbewegungen auseinander, wie dem Rechtsradikalismus und dem Islamismus.

## Geschichte und Tätigkeit
Das ZDK begann als 1997 gegründetes Projekt Zentrum Demokratische Kultur der Regionalen Arbeitsstellen für Ausländerfragen, Jugendarbeit und Schule in den neuen Bundesländern. Die 2003 hieraus hervorgegangene ZDK Gesellschaft Demokratische Kultur gGmbH setzt die inhaltlichen Aspekte, Erfahrungen und Arbeitsansätze unter neuer rechtlicher Trägerschaft fort.
Als wichtigste Ziele wurden zunächst die Information der Öffentlichkeit über „die Entwicklung des rechtsextremen Mainstreams, als ein elementarer Bestandteil der ostdeutschen Alltagskultur“ und die Beratung zentraler Adressen wie Institutionen und Kommunen über „Möglichkeiten der Intervention“ formuliert.
Die ZDK Gesellschaft Demokratische Kultur fußt auf drei Sockeln:
- Beratung: Die ZDK Gesellschaft Demokratische Kultur gGmbH bietet ein nachhaltigkeits-, problemorientiertes und situatives Beratungsangebot, zu Fragen von Radikalisierung und Freiheitsfeindlichkeit. Mit den Initiativen: EXIT-Deutschland, einer Initiative, die Menschen hilft, die mit dem Rechtsextremismus brechen und sich ein neues Leben aufbauen wollen, HAYAT-Deutschland einer Initiative, die Beratung und Coaching von Eltern, Angehörigen und Betroffenen in der Auseinandersetzung mit Islamismus und Ultranationalismus anbietet und DNE-Deutschland, das auf den psychologischen Interventionsbedarf, der aus der Verstrickung von Individuen, Familien oder Gruppen in Radikalisierungsprozesse herrührt reagiert, verfügt das ZDK über spezifische Beratungsangebote.
- Bildung: Die Erkenntnisse aus der Beratung, werden zum Zweck der Informationen vermittelt und sollen helfen die inneren Zusammenhänge radikaler Entwicklungen zu verstehen.
- Praxis: Das ZDK überträgt seine spezifischen Erfahrungen in praxisnahes Handeln. Neben den Beratungsstellen, EXIT, HAYAT und DNE, entwickelte das ZDK mit Partnern, auch Aktionen wie Rechts gegen Rechts oder #HassHilft, sowie das Trojanische T-Shirt.  Diplom-Kriminalist Dr. Bernd Wagner ist Geschäftsführer.

## Publikationen
Bulletin
Das ZDK ist von 1997 an Herausgeber der Schriftenreihe Bulletin. Diese dient konzeptionell Lehramt, Verwaltung, Polizei, Justiz und Sozialarbeit als Handreichung, soll aber auch Öffentlichkeit und Medien informieren. Die Bände erscheinen zweimal im Jahr und enthalten neben Darstellungen von Projekten Analysen, Dokumentationen und Erfahrungsberichte.
Journal Exit-Deutschland
Das Journal Exit-Deutschland – Zeitschrift für Deradikalisierung und demokratische Kultur, kurz JEX, ist eine seit 2013 vom ZDK herausgegebene Open-Access-Zeitschrift, mit dem Schwerpunkt Deradikalisierung. Die Zeitschrift soll als interdisziplinäre Austauschplattform für Wissenschaftler und Praktiker auf diesem Gebiet dienen und erscheint vierteljährlich.
Schriftenreihe Zentrum Demokratische Kultur
- RECHTSRADIKALISMUS Junge Rechtsradikale im Strafverfahren Auflagen und Weisungen – Möglichkeiten und Grenzen in der Deradikalisierung Hg. ZDK Gesellschaft Demokratische Kultur gGmbH, Berlin 2014
- „Der ideale Türke“. Der Ultranationalismus der Grauen Wölfe in Deutschland. Eine Handreichung für Pädagogik, Jugend- und Sozialarbeit, Familien und Politik Schriftenreihe Zentrum Demokratische Kultur, Berlin 2013.
- “Ich lebe nur für Allah” Argumente und Anziehungskraft des Salafismus. Schriftenreihe Zentrum Demokratische Kultur, Berlin 2011
- Familien stärken gegen Extremismus und Gewalt. Die speziellen Anforderungen im Kontext Türkischer Ultranationalismus und Islamismus. Schriftenreihe Zentrum Demokratische Kultur, Berlin 2010.

Weitere
Das von Thomas Grumke und Bernd Wagner herausgegebene Handbuch Rechtsradikalismus (2002) ist maßgeblich aus der Arbeit des Zentrums Demokratische Kultur hervorgegangen.

## Aktionen
Bekannt wurde das ZDK durch seine Guerilla-Aktionen, bei denen extremistischen Aktionen eine zweite, gegengerichtete entgegengesetzt wird.
2012 ließ das ZDK den Veranstaltern eines Rechtsrock-Festival szenetypisch bedruckte T-Shirts zum Verschenken zukommen. Nach der ersten Wäsche zeigten diese statt des ursprünglichen Aufdrucks den Schriftzug „Was dein T-Shirt kann, kannst du auch“ und die Kontaktdaten von Exit. Die Veranstalter des Festivals warben somit unabsichtlich dafür, sich von rechtsradikalen Umtrieben reinzuwaschen.
2014 funktionierte das ZDK einen von der Partei Der III. Weg angemeldeten Gedenkmarsch zu einem Spendenlauf um und stellte ihn unter das Aktionsmotto Rechts gegen Rechts. Unterstützt wurde es dabei von der Projektstelle gegen Rechtsextremismus Bad Alexandersbad, dem Bayerischen Verein für Toleranz, Demokratie und Menschenwürde e. V., der Aussteigerhilfe Bayern e. V., dem DGB Bayern und dem Wunsiedler Bündnis gegen Rechtsextremismus sowie der Bürgerinitiative Wunsiedel ist bunt. Für jeden von dem Demonstrationszug zurückgelegten Meter wurden zehn Euro an die Aussteiger-Organisation Exit-Deutschland gespendet. Das Geld dazu hatten die Veranstaltungsgegner im Vorfeld gesammelt. Die Gegendemonstranten zeigten zusätzlich Transparente mit der Aufschrift „Der unfreiwilligste Spendenlauf Deutschlands. Im Spendenschritt Abmarsch oder Endspurt statt Endsieg“. Dieses Aktion kommt unter dem bewährten Namen „Rechts gegen Rechts“ seitdem regelmäßig zum Einsatz. Auf dem gleichen Prinzip beruht die Aktion Hass hilft, bei welcher für jeden in sozialen Netzwerken getätigten Hassaufruf mit Hilfe von Sponsoren ein Euro jeweils zur Hälfte an die Aktion Deutschland Hilft und Exit-Deutschland gespendet wird, was ebenfalls eine komplette Umkehr Intention zur Folge hat.

## Einzelbelege
1. ↑  Gianni D’Amato/Brigitta Gerber: Rechtsextremismus und Ausstiegshilfen, Forschungsbericht 2002
2. ↑  www.journal-exit.de
3. ↑  Thomas Grumke, Bernd Wagner (Hrsg.): Handbuch Rechtsradikalismus. 2002, S. 9.
4. ↑  Ein Euro pro Hassposting: Rassisten sammeln unfreiwillig für Flüchtlinge. In: Spiegel Online. 23. Oktober 2015.
5. ↑  Marc Felix Serrao: Trojaner-"T-Hemd" legt Neonazis rein. Abgerufen am 27. Dezember 2019.
6. ↑  http://www.rechts-gegen-rechts.de